# Powiat Freising
Powiat Freising (niem. Landkreis Freising) – powiat w Niemczech, w kraju związkowym Bawaria, w rejencji Górna Bawaria, w regionie Monachium.
Siedzibą powiatu Freising jest miasto Freising.

## Podział administracyjny
W skład powiatu Freising wchodzą:
- dwie gminy miejskie (Stadt)
- dwie gminy targowe (Markt)
- 20 gmin wiejskich (Gemeinde)
- trzy wspólnoty administracyjne (Verwaltungsgemeinschaft)

Miasta:
| Lp. | Nazwa miasta         | Ludność (31.12.2011) | Powierzchnia km² |
| --- | -------------------- | -------------------- | ---------------- |
| 1   | Freising             | 45.368               | 88,45            |
| 2   | Moosburg an der Isar | 17.696               | 43,86            |

Gminy targowe:
| Lp. | Nazwa gminy targowej | Ludność (31.12.2011) | Powierzchnia km² |
| --- | -------------------- | -------------------- | ---------------- |
| 1   | Au in der Hallertau  | 5.607                | 54,99            |
| 2   | Nandlstadt           | 5.026                | 34,31            |

Gminy wiejskie:
| Lp. | Nazwa gminy            | Ludność (31.12.2011) | Powierzchnia km² |
| --- | ---------------------- | -------------------- | ---------------- |
| 1   | Allershausen           | 5.148                | 26,56            |
| 2   | Attenkirchen           | 2.676                | 16,16            |
| 3   | Eching                 | 13.469               | 37,83            |
| 4   | Fahrenzhausen          | 4.720                | 37,64            |
| 5   | Gammelsdorf            | 1.580                | 21,63            |
| 6   | Haag an der Amper      | 2.842                | 21,70            |
| 7   | Hallbergmoos           | 9.554                | 35,06            |
| 8   | Hohenkammer            | 2.324                | 25,74            |
| 9   | Hörgertshausen         | 1.884                | 21,47            |
| 10  | Kirchdorf an der Amper | 2.813                | 32,99            |
| 11  | Kranzberg              | 4.005                | 39,50            |
| 12  | Langenbach             | 3.912                | 26,89            |
| 13  | Marzling               | 3.168                | 20,50            |
| 14  | Mauern                 | 2.811                | 24,14            |
| 15  | Neufahrn bei Freising  | 19.601               | 45,51            |
| 16  | Paunzhausen            | 1.556                | 12,73            |
| 17  | Rudelzhausen           | 3.207                | 40,80            |
| 18  | Wang                   | 2.478                | 31,19            |
| 19  | Wolfersdorf            | 2.448                | 26,01            |
| 20  | Zolling                | 4.287                | 34,59            |

Wspólnoty administracyjne:
| Lp. | Nazwa wspólnoty administracyjnej | Ludność (31.12.2011) | Powierzchnia km² | Liczba gmin |
| --- | -------------------------------- | -------------------- | ---------------- | ----------- |
| 1   | Allershausen                     | 6.704                | 39,29            | 2           |
| 2   | Mauern                           | 8.753                | 98,43            | 4           |
| 3   | Zolling                          | 12.253               | 98,46            | 4           |

## Demografia
Dane o ludności z 31 grudnia 2008:
| Opis                                | Ogółem  | Ogółem | Kobiety | Kobiety | Mężczyźni | Mężczyźni |
| ----------------------------------- | ------- | ------ | ------- | ------- | --------- | --------- |
| Jednostka                           | osób    | %      | osób    | %       | osób      | %         |
| Populacja                           | 165 582 | 100    | 82 338  | 49,73   | 83 244    | 50,27     |
| Wiek przedprodukcyjny (0–17 lat)    | 31 793  | 19,2   | 15 358  | 9,28    | 16 435    | 9,93      |
| Wiek produkcyjny (18–65 lat)        | 109 271 | 65,99  | 53 547  | 32,34   | 55 724    | 33,65     |
| Wiek poprodukcyjny (powyżej 65 lat) | 24 518  | 14,81  | 13 433  | 8,11    | 11 085    | 6,69      |

## Polityka

### Landrat
- 1946 - 1966 Philipp Held (CSU)
- 1966 - 1996 Ludwig Schrittenloher (CSU)
- 1996 - 2008 Manfred Pointner (PFW)
- od 1 maja 2008 - Michael Schwaiger (FW)

### Kreistag
|                          |                          | 2002    | 2002    | 2002    | 2008    | 2008    | 2008    |
| miejsca                  | %                        | głosy   | miejsca | %       | głosy   |         |         |
| ------------------------ | ------------------------ | ------- | ------- | ------- | ------- | ------- | ------- |
|                          | CSU                      | 32      | 44,3%   | 28 321  | 24      | 33,8%   | 22 848  |
|                          | SPD                      | 12      | 16,7%   | 10 693  | 9       | 13,4%   | 9 068   |
|                          | Zieloni                  | 7       | 10,5%   | 6 743   | 12      | 16,9%   | 11 425  |
|                          | FW                       | -       | -       | -       | 17      | 24,1%   | 16 324  |
|                          | FDP                      | 2       | 2,8%    | 1 777   | 3       | 4,4%    | 2 955   |
|                          | ödp                      | 2       | 3,6%    | 2 319   | 3       | 4,0%    | 2 674   |
|                          | Die Linke                | -       | -       | -       | 2       | 3,4%    | 2 306   |
|                          | PFW                      | 14      | 20,6%   | 13 202  | -       | -       | -       |
|                          | BP                       | 1       | 1,4%    | 898     | -       | -       | -       |
|                          |                          | 70      | 100%    | 63 953  | 70      | 100%    | 67 600  |
| uprawnieni do głosowania | uprawnieni do głosowania | 109 775 | 109 775 | 109 775 | 120 377 | 120 377 | 120 377 |
| głosy ważne              | głosy ważne              | 63 953  | 63 953  | 63 953  | 67 600  | 67 600  | 67 600  |
| głosy nieważne           | głosy nieważne           | 2 580   | 2 580   | 2 580   | 2 746   | 2 746   | 2 746   |
| frekwencja               | frekwencja               | 60,6%   | 60,6%   | 60,6%   | 58,4%   | 58,4%   | 58,4%   |